# Aker (ägyptische Mythologie)
Aker (zu dt. „verborgen“ oder „versteckt“, aber auch „darunter“) ist eine Gottheit des alten Ägypten und seit der frühen 1. Dynastie belegt. Aker ist ein Erd- und Unterweltgott. Wo sein Haupt-Kultzentrum gelegen hat, ist unbekannt.

## Darstellung
Aker erscheint auf frühesten Darstellungen als Torso eines ruhenden Löwen, das Maul ist weit geöffnet. Ab dem frühen Alten Reich erscheint er in Gestalt zweier ruhender Löwen, die bäuchlings miteinander verwachsen sind, aber voneinander wegschauen. Vom Mittleren Reich an erscheint Aker in Gestalt zweier aufrecht sitzender Löwen, die gleichsam voneinander wegschauen und so gewissermaßen Hinterteil an Hinterteil positioniert sind. Der eine der beiden heißt Duaj (zu dt. „das Gestern“) und der andere heißt Sefer (zu dt. „das Morgen“). Deshalb wurde Aker oft auch als „Er, der nach vorn und nach hinten schaut“ bezeichnet. Wenn er als sitzendes Löwenpaar auftritt, ist zwischen den beiden Löwenfiguren das Hieroglyphenzeichen N27 (aufgehende Sonne zwischen zwei Bergspitzen) für „Horizont“ zu sehen. Seit dem Neuen Reich erscheint Aker auch in Gestalt zweier verwachsener, ruhender Sphingen mit menschlichen Köpfen.

## Belege
Die frühesten Darstellungen von Aker in seiner ursprünglichen Gestalt erscheinen auf Elfenbeinplaketten aus den Gräbern der Könige Aha und Djer, beides Herrscher der 1. Dynastie. Eine unvollendete Schminkpalette aus Djers Grab zeigt links den Pharao mit Nemes-Kopftuch, wie er einen Feind erschlägt. Rechts von ihm ist Aker mit weit geöffnetem Maul zu sehen, er schaut den Pharao an und scheint drei menschliche Herzen zu verschlingen. In den Pyramidentexten des Königs Teti II. (Begründer der 6. Dynastie) erscheint Aker erstmals als „siamesischer Doppellöwe“ und zum ersten Mal wird seine mythologische Rolle als Erd- und Unterweltsgott genauer beschrieben.

## Mythologie
Aker wird in den Pyramidentexten als Erdgott beschrieben, der die „Tore zur anderen Seite“ bewacht. Er beschützte den verstorbenen König vor den drei Dämonenschlangen Hemtet, Iqeru und Jagu. Indem Aker den König umhüllte (vergrub), verbarg er den Verstorbenen vor dem giftigen Atem der Schlangendämonen. Begleitet und unterstützt wurde er von dem anderen Erdgott Geb, weshalb Aker später oft mit dieser Gottheit verknüpft wurde. Ein weiterer Gott, mit dem Aker sich zusammentat, war der Windgott Seth. Deshalb wurde Akers Name nicht selten auch mit dem Determinativ des sitzenden Seth-Tieres abgeschlossen. Seth vertrieb auf Akers Geheiß den Giftatem der Schlangendämonen mit Wind und Donner.
In den Sargtexten des Mittleren Reiches übernimmt Aker die Rolle des Gottes Cherti als Fährmann des Jenseitsflusses. Aker ist nun „der Steuermann in der Nachtbarke des großen Gottes Ra“. Er beschützt den Sonnengott während dessen Nachtfahrt durch die Unterweltkammern („Höhlen der Nacht“). In den berühmten ägyptischen Totenbüchern „gebiert“ Aker den ewig jungen Gott Chepri, Herr der aufgehenden Sonne, in Gestalt eines Skarabäus-Käfers, nachdem Aker Chepris Sarkophag sicher durch die Unterwelt transportiert hat. Während seiner Reise in der Nachtbarke des Ra versteckt Aker in einer Szene die Mumie des Gottes Osiris unter seinem Bauch, während Geb ihn verteidigt.